# Vart hjärta har sin saga
Vart hjärta har sin saga är en svensk långfilm från 1948 med Edvard Persson i huvudrollen. Titeln anspelar från Wilhelm Åströms visa Hjärtats saga, som även sjungs i filmen.[källa behövs]

## Handling
Filmen är likt en sommarskimrande saga och utspelas på det skånska godset Löwstaborg under senare delen av 1800-talet. Baron Löwenkrona styr sitt gods som en godhjärtad far för sitt folk och förbereder för bröllop mellan hans dotter Hildegard och en greve Claes von dem Rein, en högfärdig sprätt, som han egentligen inte har mycket till övers för. 
Dottern blir dock blixtförälskad i den nyanställde bibliotekarien Agne Borg, en arbetarson som kämpat sig ända till en studentexamen, och tillsammans går de på exkursion i sommarens grönska. 
Denna utveckling tilltalar så klart varken greven eller hans mor, grevinnan Euphosyne, och då det bestäms att Hildegards och greve Claes förlovning ska tillkännages på baronens födelsedag, intrigerar greven att locka Agne att supa sig full för att han ska bli offentligt förnedrad. 
Då detta sätts i verket släpper hämningarna och Agne förklarar hörbart på festen sin kärlek till Hildegard. Skandalen är ett faktum och greven utmanar Agne på duell, vilken utkämpas i gryningen i form av ett slagsmål, varpå greven och hans mor hastigt lämnar godset. Baronen blir storligen belåten med denna utveckling och ger sin välsignelse åt de unga tus, Hildegards och Agnes, förening.

## Om filmen
Filmen bygger på den danske dramatikern Christian Molbechs skådespel Ambrosius (1878). Inspelningen skedde 20 maj 1948–28 juli 1948 på bland annat de skånska Krapperups slott och Vegeholms slott i produktion av AB Europa Film, med manus av Edvard Persson och Bror Bügler, som också är filmens regissör. Fotograf var Harald Berglund och musiken är skriven av Alvar Kraft. Filmen hade premiär 13 september 1948. 

## Roller (i urval)
- Edvard Persson	Baron Henrik Löwencrona af Löwstaborg
- Inger Juel	Hildegard, Henriks dotter
- Hilda Borgström	"Tante Louise", spöke
- Dagmar Ebbesen	 Grevinnan Euphrosine von dem Rein
- Henrik Schildt	Greve Claes, Euphrosines son
- Carl-Henrik Fant	 Agne Borg, bibliotekarie, lektör
- John Ekman 	Carl, ryttmästare
- Ebba Wrede 	Bodil Samzelius, Hildegards sällskapsdam och guvernant
- Axel Högel	Brun, fogden
- John Norrman	Per Rasmusson, klockaren
- Otto Landahl	Truls, torpare
- Julia Cæsar	 Husmamsellen
- Nils Dahlgren	Göran, betjänt